# Melanagromyza ruandae
Melanagromyza ruandae är en tvåvingeart som beskrevs av Spencer 1959. Melanagromyza ruandae ingår i släktet Melanagromyza och familjen minerarflugor. Inga underarter finns listade i Catalogue of Life.